# French River, Ontario
French River (engelska) eller Rivière des Français (franska) är en kommun (municipality) i Kanada. Den ligger i provinsen Ontario, i den sydöstra delen av landet, 400 km väster om huvudstaden Ottawa. Antalet invånare var 2 828 vid folkräkningen 2021, varav 60 % engelskspråkiga och 40 % franskspråkiga.